# Włodzimierz Wolny
Włodzimierz Wolny, ps. Juhas, Mały (ur. 3 sierpnia 1921 w Krakowie, zm. w lipcu 2021) – harcerz, harcmistrz, kapitan, żołnierz ZWZ i AK na terenie Krakowa.

## Życiorys

### Młodość
Syn Zdzisława Wolnego i Julii Wolnej (z domu Zabłocka). Urodził się 3 sierpnia 1921 r. w Krakowie przy ul. Wrocławskiej jako czwarty syn. Jego ojciec początkowo był listonoszem, potem pracował jako kolejarz. Matka była gospodynią i krawcową. Udzielała się też w Stowarzyszeniu Przyjaciół Strzelca na Woli Duchackiej, gdzie była prezesem. Miał czterech braci: najstarszego Tadeusza (w czasie II wojny dowódca 4 plutonu, pseudonim: „Boruta II”), Zygmunta (brał udział w kampanii wrześniowej, walczył na wielu frontach II wojny światowej, rozstrzelany w Argentynie razem z żoną i dwójką dzieci), Mieczysława (żołnierz KOP) i Jerzego (w czasie wojny wykorzystywany przez AK do roznoszenia ulotek i pism konspiracyjnych).
W 1923 r. rodzina Wolnych zamieszkała na Woli Duchackiej. Od 1929 do 1938 r. Wolny uczęszczał do Szkoły Powszechnej im. J. Piłsudskiego na Woli Duchackiej – szkoła znajdowała się i znajduje w Prokocimu. Pierwszy kontakt z harcerstwem miał w roku 1928, kiedy ojciec zaczął przyprowadzać go na zuchowe zbiórki 2 Drużyny Kolejowej przy Dworcu Głównym. W 1931 r. na Woli zaczęła działać z inicjatywy dh. Stanisława Watycha 1 Drużyna im. Tadeusza Kościuszki, do której dołączył w tymże roku. W 1934 r. pojechał na swój pierwszy obóz harcerski do Spały. W 1936 r. dołączył do Związku Strzeleckiego i jeszcze w tym samym roku uczestniczył wraz z nią w Marszu Szlakiem Kadrówki do Kielc. W czasie roku szkolnego 1934/1935, aby zarobić trochę pieniędzy sprzedawał w Krakowie popołudniówkę „Goniec Krakowski”.

### II wojna światowa
W 1939 r. miesiąc przed wybuchem wojny wyjechał razem z młodszym bratem Jerzym w odwiedziny do jednostki wojskowej w Bydgoszczy, w której służył brat, Zygmunt. Został tam poinformowany o wybuchu wojny, co przyczyniło się do szybszego powrotu do Krakowa. Kiedy 1 września Niemcy zaatakowali Polskę, Włodzimierz Wolny postanowił pójść wraz z 20 pułkiem piechoty jako ochotnik do Lwowa. Tam z marszu został przydzielony do obrony Cmentarza Janowskiego. Ranny w lewe ramię po trzech szturmach Niemców i walce na bagnety, trafił wraz ze swoim kolegą, sierżantem Czesławem Rudym (również rannym) do prowizorycznego szpitala w szkole przy ul. Kurkowej. Po opuszczeniu szpitala został zwerbowany do ścisłej Obrony Lwowa jako łącznik. Kiedy 23 września Lwów się poddał, Wolny trafił wraz z częścią innych podzielonych pułków, do niemieckiej części okupowanej Polski. Pięć dni spędził pod gołym niebem na polu ogrodzonym drutem kolczastym w okolicach miejscowości Gródek Jagielloński, czekając na pociąg z wagonami bydlęcymi, który miał zawieźć jeńców w kierunku Krakowa. W okolicy krakowskiego Bieżanowa, Wolny wraz z kolegami uciekł z wagonu. Przeżył on i czterej inni mężczyźni. Po powrocie do domu wstąpił w szeregi Związku Walki Zbrojnej (późniejszej AK), gdzie został łącznikiem w II Kompanii „Żelbetu”. Początkowo jego rola w szeregach konspiracyjnej organizacji ograniczała się do roznoszenia ulotek i pism konspiracyjnych (np. „Grunwald”) oraz działalności przy kościele na Woli Duchackiej.
W 1941 r. jego kuzynka, Sztetner (z domu Żmudkówna), załatwiła mu pracę w wojskowym przedsiębiorstwie „Elin” przy ul. Kopernika 5, które zajmowało się montażem kabli wysokiego napięcia. Praca w „Elinie” dawała mu nieograniczoną możliwość wykradania Niemcom tajnych planów, dokumentów, sprawdzania, gdzie w budynkach są ukryte punkty uzbrojenia oraz możliwość poruszania się po mieście o każdej porze poprzez liczne przepustki firmowe (praca odbywała się zwykle nocą, co ułatwiało dostarczanie tajnych meldunków).
13 listopada 1942 r. wziął ślub z Haliną Bobrowską, która pochodziła z Jędrzejowa. Doczekali się trójki dzieci: Andrzeja (1943–1983), Jacka (ur. 1946) i Teresy (ur. 1950).
Wolny po ślubie dalej kontynuował pracę w „Elinie”. W czasie prac w Hotelu Royal (gdzie znajdował się punkt obserwacyjny żołnierzy AK na siedzibę Hansa Franka), Wolny został przyłapany przez niemieckiego majstra na odrysowywaniu planów budynków zajętych przez Niemców. Przez ten incydent został przeniesiony w grudniu 1942 r. przez dowództwo AK do partyzantki myślenickiej. Tam przez prawie rok działał w okolicach Myślenic i Lubina. Do Krakowa i do firmy „Elin” powrócił dopiero pod koniec 1943 r. Po przyjeździe i ponownemu podjęciu pracy w przedsiębiorstwie, został pojmany w czasie łapanki na Kazimierzu i wysłany do obozu „Płaszów” mieszczącego się na krakowskich Krzemionkach. Tam pracował przy rozbudowie ogrodzeń pod napięciem w tzw. grupie „Arbeit Komando”. Uwolniony został po 10 miesiącach dzięki interwencji swojego pracodawcy, Niemca – Messinga. W czasie wojny Włodzimierz Wolny ukończył tajną Szkołę Pedagogiczną.

### Działalność Włodzimierza Wolnego w AK
Relacja z działalności Włodzimierza Wolnego ps. Mały i Juhas napisana przez dowódcę 2 kompanii AK Żelbet – porucznika Tadeusza Foremnego, ps. „Kulawy”:
- 1942 r. – akcja na Urząd Gminy. Zdobycie maszyny do pisania i czystych kenkart. Brał udział pod dowództwem Olka Jana ps. Boruta i Tadeusza Wolnego ps. Boruta II # kolportacja prasy konspiracyjnej – Grunwald, Biuletyn Informacyjny, Walka, Wiadomości inne.
- 15/16 sierpnia 1943 r. – rozklejanie plakatów antyhitlerowskich z żołnierzem Szarych Szeregów pod dowództwem Leona Piątkowskiego ps. „Puchacz”.
- 17 listopada 1944 r. – akcja „Cukier”[5]. Zdobycie cukru z fabryki Cristal. Zdobyty cukier miał zaopatrzyć oddziały partyzanckie „Żelbetu”. Akcja pod dowództwem porucznika „Kulawego”. (W akcji zabito dwóch Niemców)
- Prowadzenie stałego wywiadu na węźle kolejowym. Prócz tego czynny udział w niszczeniu makiet artylerii przeciwlotniczej w Łagiewnikach-Madera.
- Udział jako ubezpieczenie w akcji na grupę SS Wolfem przy ul. Dworcowej na początku roku 1945.
- Ponadto w jego domu był punkt konspiracyjny (przechowywał spalonych łączników i spalonych z AK, fałszywe dokumenty itd.).

### Po wojnie
1 marca 1945 r. wraz z hm. Franciszkiem Olko założył 56 Drużynę Harcerską na Woli Duchackiej, która po powstaniu Hufca Kraków-Podgórze została przemianowana na 13 Drużynę Harcerską. Do 1947 r. działał w niej jako przyboczny. Potem jego obowiązki przejął jego brat, Tadeusz, a następnie syn Jacek. Od 1947 r. do 1949 r. pracował w firmie produkującej kable wysokiego napięcia w Łodzi. W 1948 r. dostał wezwanie do ujawnienia swoich powiązań z AK w czasie wojny. W czasie przesłuchania przyznał się, przez co został mu odebrany srebrny krzyż za zasługi i stopień wojskowy sierżanta. W roku 1956 Wolny został aresztowany wraz ze swoimi dwoma braćmi i ojcem. Przez 2 tygodnie był maltretowany i przesłuchiwany przez Urząd Bezpieczeństwa w sprawie swojej przynależności do AK. Miało to miejsce w podziemiach siedziby UB przy ul. Straszewskiego. Wtedy pierwszy raz wyparł się przynależności do organizacji i udziału w jakiejkolwiek akcji.
Od 1960 r. do 1980 r. Włodzimierz Wolny pracował jako nauczyciel w Zespole Szkół Energetycznych przy ul. Loretańskiej i w szkole Elektromontażu przy ul. Kazimierza Wielkiego. W 1970 r. zgodził się przygotowywać do zawodu młodzież z Domu Poprawczego z Witkowic. Z roku na rok, przybywało mu klas z „poprawczaka”. Współpraca z trudną młodzieżą trwała do roku 1980, kiedy to Włodzimierz Wolny przeszedł na emeryturę. Od 1966 r. do 1973 r. uczestniczył w akcji „operacja 1001-Frombork”, gdzie otrzymał w 1966 roku stopień harcmistrza. Od 1974 r. do 1977 r. organizował Nieobozowe Akcje Letnie dla ubogich dzieci i krakowskich drużyn i szczepów (przede wszystkim w okolicach Mnikowa).
Od 1978 r. Włodzimierz Wolny jest członkiem Związku Kombatantów RP i Byłych Więźniów Politycznych, w której to organizacji jest prezesem koła Kraków-Podgórze i wiceprezesem komisji rewizyjnej w Małopolsce.
Srebrny krzyż za zasługi i stopnień wojskowy, został mu zwrócony po przemianach ustrojowych. 12 listopada 2003 został mu nadany, przez Ministra Obrony Narodowej, stopień kapitana.

## Ważniejsze odznaczenia
1. Odznaka Honorowego obywatela Fromborka (za operację 1001-Frombork)
2. Złota odznaka honorowa „Zasłużony dla Warmii i Mazur”
3. Złota odznaka dla ziemi i województwa poznańskiego
4. Złota odznaka miasta Krakowa
5. Złoty Krzyż Zasługi
6. Krzyż Partyzancki
7. Krzyż Armii Krajowej
8. Medal „Za udział w wojnie obronnej 1939”
9. Krzyż Oświęcimski
10. Srebrny Krzyż „Za Zasługi dla ZHP”
11. Medal Zwycięstwa i Wolności 1945
12. Brązowy Medal „Za zasługi dla obronności kraju” (wersja z lat 1966–1990)
13. Srebrny Medal „Opiekun Miejsc Pamięci Narodowej”
14. Odznaka „Za Zasługi dla ZKRPiBWP”
15. Odznaka „Weteran Walk o Wolność i Niepodległość Ojczyzny”
16. Odznaka „sportowca” z 1936 roku
17. Odznaka szczepu „Huragan”
18. Odznaka „strzelecka” z 1937 roku
19. Harcerski krzyż harcmistrza
20. Odznaka „Honoris Gratia”

## Ważniejsze działania na rzecz pamięci narodowej
- Z jego inicjatywy powstała Tablica Zamordowanych na Woli Duchackiej w kościele parafialnym. Odsłonięcie nastąpiło 10 listopada 2010 r.[8]
- W 1992 r. Włodzimierz Wolny doprowadził do postawienia Krzyża Katyńskiego na Woli Duchackiej.
- Z jego inicjatywy nadano 11 Medali Opiekuna Miejsc Pamięci Narodowych. Między innymi: medale srebrne dla Szkoły Podstawowej nr 55 na Woli Duchackiej, Gimnazjum nr 27 na ul. Malborskiej, Zespołu Szkół Integracyjnych nr 7 na ul. Czarnogórskiej, Gimnazjum nr 81 z Zespołu Szkół Ogólnokształcących nr 17 na ul. Fredry i Gimnazjum nr 24 w Borku Fałęckim. Medale przyznane są na szkoły oraz na sztandary poszczególnym szkołom.
- Z jego inicjatywy została nadana nazwa Skweru im. De Gaulle’a.